# Francesc Colomer Sánchez
Francesc Colomer Sánchez (Benicàssim, 1966) és un polític valencià, ex-president de les Corts Valencianes i secretari autonòmic de Turisme de la Generalitat Valenciana (2015-2023). Militant del PSPV-PSOE i anteriorment d'EUPV, va ser alcalde de Benicàssim (Plana Alta) entre 2007 i 2011.

## Biografia
Nascut a Benicàssim (Plana Alta) el 1966, es va llicenciar en Filosofia i Ciències de l'Educació per la Universitat de València. Posteriorment es va doctorat en Humanitats per la Universitat Jaume I l'any 2000, amb una tesi sobre Bartolomé de las Casas que fou publicada el 2009 amb el títol Un diálogo sin fronteras. Desde Las Casas a la Alianza de Civilizaciones, amb pròleg del president del govern espanyol Rodríguez Zapatero. També compta amb un màster en Dret Internacional i Relacions Exteriors. La seua experiència docent se centra en l'ensenyament secundari com a professor d'Ètica.
Pel que fa a l'activitat política, Colomer fou coordinador comarcal d'Esquerra Unida del País Valencià a la Plana Alta, també participà amb la creació de Nova Esquerra i s'integrà amb aquesta al Partit Socialista del País Valencià. Fou diputat a les Corts Valencianes a les eleccions de 1991 i 1995 per EUPV, i a les de 1999 i 2003 pel PSPV, sempre per la circumscripció de Castelló.
Ha estat alcalde de Benicàssim en tres etapes diferents, entre 1991 i 1995 amb les sigles d'EUPV, entre el 2003 i el 2004 ja amb el PSPV i amb el qual va sofrir una moció de censura presentada pel Partit Popular junt a un partit local, i per acabar des del 2007 fins al 2011 amb el suport d'un regidor d'EUPV. També ha estat portaveu socialista a la Diputació de Castelló, des d'on exercí la tasca d'oposició al president provincial Carlos Fabra (del PP) amb el qual va mantindre forts enfrontaments per les denúncies continuades pel comportament poc transparent de Fabra.
Francesc Colomer va donar suport a la candidatura de Ximo Puig a la secretaria general del PSPV a l'XI Congrés celebrat el 2008 a València i que finalment va guanyar Jorge Alarte. El mateix any, Colomer fou nomenat Secretari General Províncial del PSPV de Castelló arran dels acords entre ambdues candidatures per tal de mantindre el partit cohesionat. A les eleccions a les Corts Valencianes de 2015 va ser escollit diputat i va ser nomenat President de les Corts Valencianes en juny de 2015. El mes següent renuncià a l'escó quan fou nomenat president de l'Agència Valenciana de Turisme. Des de juliol de 2015 va estar al front de l'Agència Valenciana de Turisme i el 2018 fou nomenat Secretari Autonòmic de Turisme.